# Charlotte Badger
Charlotte Badger (1778 - 1818 o més tard) va ser una dona australiana d'origen anglès, àmpliament considerada la primera pirata australiana. També va ser una de les dues primeres dones colones blanques a Nova Zelanda.

## Primers anys de vida
Badger va néixer el 1778, filla de Thomas i Ann Badger. Va ser batejada el 31 de juliol de 1778. La seva família era pobra, i un dia de 1796, va robar diverses guinees i un mocador de seda per intentar ajudar-los, però va ser capturada i arrestada. Va ser condemnada a set anys de servitud penal a Nova Gal·les del Sud.

## El motí del Venus
Badger va arribar a bord de l'Earl Cornwallis el 1801. El 1806 servia a la fàbrica femenina de Parramatta, època durant la qual va donar a llum una filla.
El 1806, va viatjar amb la seva filla a bord del Venus, amb els plans de ser serventa a Van Diemens Land. El capità del vaixell, Samuel Chase, tenia el costum de flagelar les dones per entretenir-se, fins que els seus oficials i la seva tripulació es van amotinar. Badger i una altra condemnada, Catherine Hagerty, van convèncer els homes a bord per apoderar-se del vaixell, mentre el capità estava a terra a Port Dalrymple, al nord de Tasmània.
El 1806, Badger i Hagerty i els seus amants, John Lancashire i Benjamin Kelly, van anar a la Badia de les illes, a l'extrem nord de Nova Zelanda, on es van establir al país de Rangihoua. L'abril del 1807, Hagerty havia mort i al final de l'any Lancashire i Kelly també havien marxat.
El 1826, el vaixell nord-americà Lafayette va desembarcar a Vavaʻu. En arribar a Sydney, van informar que Charlotte Badger i la seva filla s'hi havien aturat vuit anys abans. Badger podia parlar maori amb fluïdesa i comunicar-se en tongà i viatjava en un vaixell balener cap a Amèrica.
Algunes històries suggereixen que els altres amotinats van fugir, però finalment van ser capturats i penjats, mentre que altres suggereixen que es van dedicar a la pirateria després de la partida de Badger, Hagerty, Lancashire i Kelly, tot i no saber com fer navegar el vaixell. Llavors, els māori va capturar el Venus, el van cremar per recuperar-ne la ferralla i van cuinar els homes de a bord. Mentrestant, Lancashire i Kelly tornaren a ser recuperats i Hagerty va morir de febre.

## Polèmica
La historiadora Jennifer Ashton ha descobert proves que suggereixen que ni Badger ni Hagerty eren presents a Venus quan va ser capturat.
Ashton diu que Charlotte Badger apareix a la reunió de convictes de Nova Gal·les del Sud cada any des de la seva arribada el 1801 fins al 1825, a part d'un cens el 1806 (l'any en què es va capturar Venus). Una possible explicació de la seva absència és que Badger es trobava al Venus i que va tornar a Austràlia poc després, però Ashton considera que aquest escenari és molt poc probable: "... si algú que havia estat involucrat en la pirateria arribés de nou a Nova Gal·les del Sud, se n'hauria donat la notícia i aquesta persona s'hauria enfrontat a una justícia addicional, i no s'esmenta que s'enfronti a cap altra justícia".
Ashton també va trobar documents que demostraven que Hagerty va rebre un indult complet i va tornar a Anglaterra el 1800 i diu que no hi ha constància que hagi tornat mai a Austràlia. la historiadora afirma que aquesta evidència documental contradiu directament les denuncies interposades pel capità del Venus que esmenta a Badger i Hagerty com a amotinades, però diu que és possible que es degui a un cas d'identitat errònia.

## A la cultura popular
Charlotte Badger va ser objecte d'una novel·la de ficció històrica del 2002 de l'autora Angela Badger. El 2008 aquesta història es va transformar en una obra de teatre d'Euan Rose.
La dramaturga australiana / neozelandesa Lorae Parry va explicar part de la història de Charlotte Badger a la seva obra Vagabonds.
El gener de 2013, Jack Hayter va publicar Charlotte Badger amb la companyia discogràfica Audio Antihero, oferint una simpàtica re-explicació de la història.